# نولان ارينادو
نولان ارينادو (مواليد 16 أبريل 1991) هو لاعب كرة القاعدة أمريكي يلعب في نادي سانت لويس كاردينالات.